# Tectaria gigantea
Tectaria gigantea là một loài dương xỉ thuộc họ Tectariaceae. Loài này được Carl Ludwig Blume mô tả khoa học đầu tiên năm 1828.